# Художествена галерия „Никола Маринов“
Художествена галерия „Никола Маринов“ е градска художествена галерия в Търговище. Създадена е през 1959 година като художествен отдел към Историческия музей в града. От 1981 година галерията се помещава в самостоятелна сграда. Разполага с 3000 м2 експозиционна площ.
Художествената галерия е съорганизатор на международен пленер за акварела. Галерията притежава колекция от чужди и български художници акварелисти.

## История
1959 г. – Началото е поставено със създаването на Художествен отдел към Окръжния исторически музей, Търговище.
1963 г. – Първите постъпления към фонда на Художествения отдел, които са дарения от видни български художници. Основен принос в тази насока има първият уредник в Художествения отдел – Васил Вълев.
1976 г. – Първата ОХИ „Ястребино“.
1977 г. – Поставя се началото на пленер-акварел на името на проф. Никола Маринов.
1978 г. – Откриване на музейната сбирка в къщата на Стефан Куцаров.
1979 г. – Създаване на къща-музей на големия български художник проф. Никола Маринов.
Благодарение на Павлина Белева, главен уредник от 1970 – 1980 г., са откупени значителна част от акварелите на Никола Маринов.
1980 – 1981 г. – Главен уредник е Атанас Нацев /1952 – 2001 г./
1981 – 1984 г. – Главен уредник е Калия Йорданова.
1981 г. – Откриване на самостоятелната сграда на галерията, проектирана от арх. Виржиния Попова.
15 март 1985 г. – По решение на Комитета за култура Художествения отдел към Окръжния исторически музей се обособява като самостоятелна юридическа единица – Окръжна художествена галерия.
1987 г. – След закриването на окръзите остава наименованието Художествена галерия „Никола Маринов“, Търговище.
1985 – 1989 г. – Главен уредник е Панайотис Гуджимисис /1941 – 2003 г./
1989 – 1990 г. – Главен уредник е Ангел Гаджев.
1990 – 2013 г. – Първият директор на ХГ „Никола Маринов“ е проф. Димитър Чолаков.
2010 г. – Решение на Общински съвет – Търговище, определя ХГ „Никола Маринов“ за юридическо лице и му предоставя право на второстепенен разпоредител с бюджетни средства.
2013 – 2018 г. – Директор на галерията е Цончо Денев.
2018 г. – Директор на ХГ „Никола Маринов“ става Пламен Проданов .

## Фонд
Фондът на Художествена галерия „Никола Маринов“ се състои от 3240 броя живопис, графика и скулптури, като близо 1000 броя от живописта са акварелни творби. Тя е единствената специализирана в страната галерия в събирането, съхраняването и експонирането на акварел и притежава най-голямата и стойностна сбирка. Включва творби от жанровете живопис, графика, скулптура и приложно изкуство. Галерията разполага с 1851 творби живопис, 786 творби графика, 199 творби скулптура, 10 – приложно изкуство.
Най-голям интерес представлява творчеството на известния майстор на акварела проф. Никола Маринов, от когото галерията притежава 79 творби.
В експозициите присъстват и известните майстори на живописта: Дечко Узунов, Светлин Русев, Златьо Бояджиев, Найден Петков, графиките на проф. Румен Скорчев, проф. Стоян Стоянов и на много други съвременни български художници.